# Carte d'Or

Ancien logo de la marque.

Carte d'Or est une marque de glaces industrielles internationale créée en France en 1978. Elle appartient au groupe Unilever et est une gamme de marque de Motta jusqu'en 1994, puis de Miko lorsqu'Unilever intègre cette marque française dans son portefeuille après son rachat. La fabrication est alors transférée de l'usine d'Argentan à la nouvelle usine Miko de Saint-Dizier - Trois Fontaines dont elle devient la principale activité.
Cette marque était à l'origine destinée à la restauration professionnelle. Elle est distribuée dans les supermarchés (grandes et moyennes surfaces) et par le biais des Circuits Hors Domicile.
Le slogan dans les années 1980 (sous marque Motta) était « la qualité qui fait la différence ».
Le slogan actuel est : « Si vous avez Carte d'Or, vous avez un dessert ».
Le parfum le plus vendu par Unilever est la vanille à l’extrait de vanille de Madagascar.

## Gamme de produits
Sous la marque Carte d’Or, sont proposés à la vente :
- des crèmes glacées ;
- des sorbets « plein fruit » (contient au minimum 45 % de fruits[3] versus 20 % dans un sorbet) ;
- des bacs « gourmands » (gamme CDO « Les Sensations ») ;
- depuis juin 2012, 3 parfums dans des petits pots baptisés Carte d'Or Signature : Façon Crème brûlée, Façon Moelleux au Chocolat et Façon Crumble aux Pommes, au format 450 ml.

Sont également commercialisées des bûches glacées pour les fêtes de fin d’année.

## Chiffres
- Le taux de notoriété « assistée » de Carte d’Or est de 92 %[4].
- Carte d’Or propose 29 parfums en grandes et moyennes surfaces et 48 en « hors domicile ».